# دانيال روز راسيل
دانيال روز راسيل (بالإنجليزية: Danielle Rose Russell) هي ممثلة أمريكية، ولدت في 31 أكتوبر 1999 في نيوجيرسي في الولايات المتحدة ، وقعت دانيال في حب التمثيل من خلال المسرح في الأصل، ولكن بعد القيام بالعديد من الإعلانات التجارية والمطبوعات، قررت متابعة السينما والتلفزيون، وقامت بفيلمها الأول، «المشي بين شواهد القبور» ، في سن الثالثة عشرة.

## أعمال

### أفلام
- (2014) الوها[4]
- (2014) مشية بين شواهد القبور[5][6]
- (2017) وندر[7]

## وصلات خارجية
- دانيال روز راسيل على موقع IMDb (الإنجليزية)
- دانيال روز راسيل على موقع روتن توميتوز (الإنجليزية)
- دانيال روز راسيل على موقع ألو سيني (الفرنسية)
- دانيال روز راسيل على موقع أول موفي (الإنجليزية)
- دانيال روز راسيل على موقع قاعدة بيانات الفيلم (الإنجليزية)